# HD36017
HD36017 — хімічно пекулярна зоря спектрального класу A5, що має видиму зоряну величину в смузі V приблизно  7,5.
Вона  розташована на відстані близько 836,3 світлових років від Сонця.